# Świętajno (powiat szczycieński)
Świętajno (niem. Altkirchen, do 1938 r. Schwentainen) – wieś w Polsce, położona w województwie warmińsko-mazurskim, w powiecie szczycieńskim, w gminie Świętajno, której jest siedzibą.
W latach 1975–1998 miejscowość należała administracyjnie do województwa olsztyńskiego.
W miejscowości znajduje się m.in. kościół, wybudowany w 1908 roku, odbudowany w 1925 r. ze zniszczeń I wojny światowej.

## Nazwa
16 lipca 1938 r. w miejsce nazwy Schwentainen wprowadzono nazwę Altkirchen. 12 listopada 1946 r. nadano miejscowości polską nazwę Świętajno.

## Historia
Miejscowość lokowana w 1686 r. w ramach osadnictwa szkatułowego. Wedle innych źródeł, miejscowość powstała w 1687 r. jako osada smolarzy. Była to osada targowa z prawem do 4 jarmarków w ciągu roku.
W czasie I wojny światowej w Świętajnie spłonęło 140 domów oraz kościół. Po odbudowie miejscowość nabrała charakteru małomiasteczkowego.
W 1933 r. w miejscowości mieszkało 1767 osób, a w 1939 r. – 1661 osób.

## Komunikacja
Świętajno jest położone 2–3 km od drogi krajowej nr 53 i ok. 8–10 km od drogi krajowej nr 59.

## Zabytki
- Budynki murowane z początku XX wieku (ul. Dworcowa, ul. Adama Mickiewicza, ul. Parkowa).
- Szkoła wybudowana po I wojnie światowej.
- Dawny kościół ewangelicki, wybudowany w latach 1918–1922 (w miejscu dawnego z 1908 roku, spalonego w 1914 roku).
- Kościół baptystyczny, wybudowany w 1908 roku, w zastępstwie starszej kaplicy z 1883 roku, znajdującej się w Piasutnie. Zbór czynny był do 1986 roku, obecnie jako filialny zboru w Szczytnie.
- Obelisk – fragment dawnego pomnika, poświęconego poległym w I wojnie światowej.

## Ludzie związani ze Świętajnem
- Tomasz Karwowski (1960–2018) – poseł na Sejm RP I i III kadencji, pochowany na miejscowym cmentarzu[10].
- August Reszka (ur. 1885 w Świętajnie, zm. 1957) – działacz plebiscytowy, współzałożyciel Mazurskiego Związku Ludowego.
- Marcin Zieliński (ur. 1694 w Świętajnie, zm. 1741) – pastor i wydawca polskich pieśni religijnych.